# 胡鐵花 (小說)
胡鐵花是古龍武俠小說《楚留香傳奇》、《楚留香新傳》的人物，是香帥楚留香、姬冰雁最要好的朋友，武功不在楚留香之下。

## 描述
絕技有「蝶雙飛」及「蝴蝶穿花七十二式」，外號「瀟湘俠盜·花蝴蝶」。
他喜歡學楚留香摸鼻子，也很喜歡看女人的腿。他常稱香帥“老臭蟲”。
胡鐵花和楚留香一樣，喜歡打抱不平，喜歡喝酒、女人；問題是他喜歡的女人卻都不喜歡他。而一旦女人喜歡上他，他卻又會逃避不敢面對。例如華山女弟子、別號「清風女劍客」的高亞男，萬福萬壽園金老夫人的孫女金靈芝亦是。
他的行為看起來魯莽，但實際上他的頭腦卻相當好。新傳中的《午夜蘭花》有提到，當他以為楚留香死時，平時是個窮鬼的他卻可以快速累積財富，想為楚留香報仇。而每次說的歪理都可以講的振振有詞的，這點讓楚留香也不得不佩服。
古龍說胡鐵花的內心有一種“悲天憫人而又無可奈何的沉痛”，有點影射古龍自己的意味。